# Antonio Serravalle

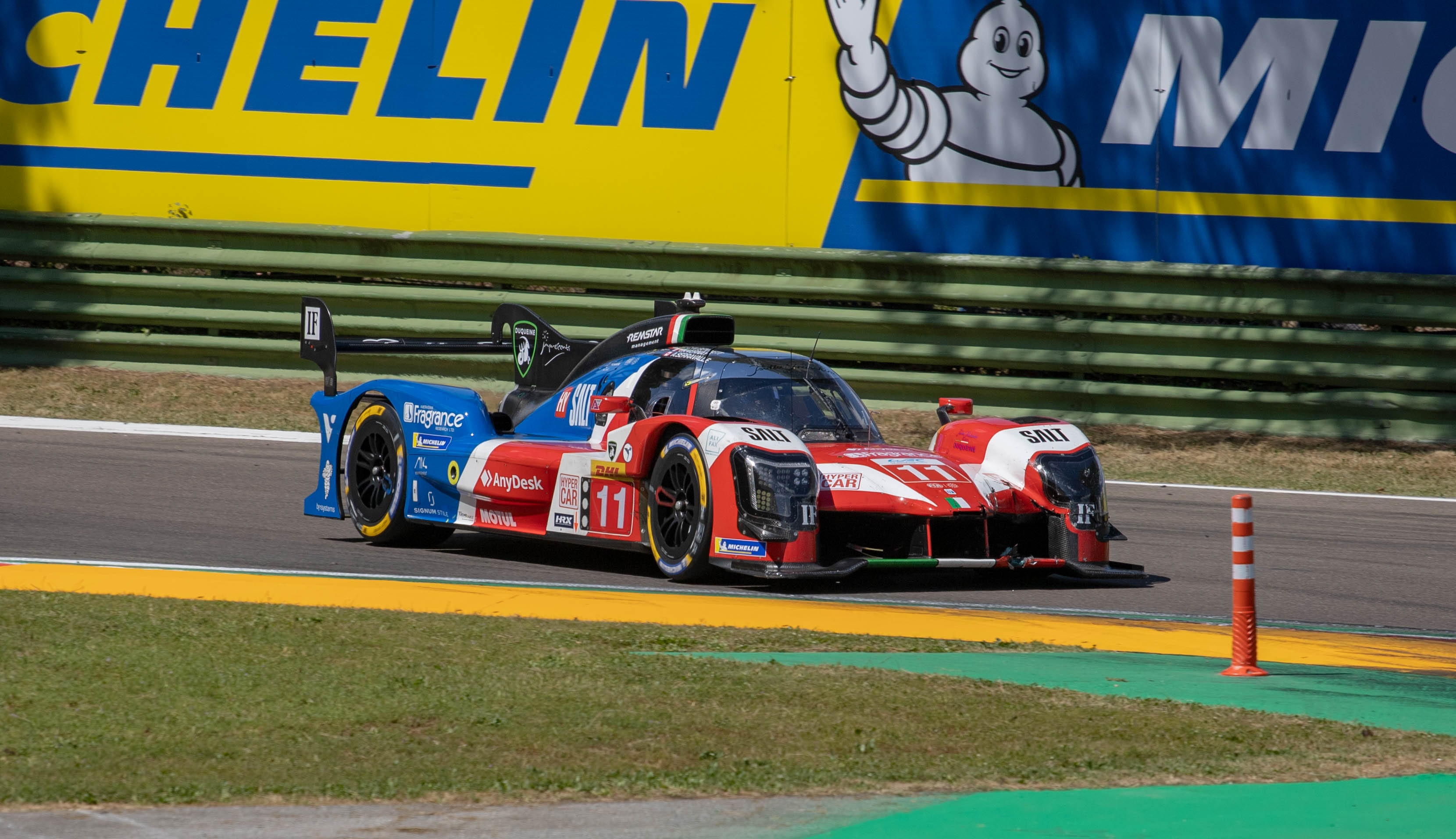
Der von Antonio Serravalle beim 6-Stunden-Rennen von Imola 2024 gefahrene Isotta Fraschini Tipo 6-C

Antonio Serravalle (* 18. September 2002 in Toronto) ist ein kanadischer Autorennfahrer.

## Karriere
Antonio Serravalle war als Teenager ein erfolgreicher Kartfahrer. Er gewann einige nationale Meisterschaften und stieg 2019 über die Indy Pro 2000 Championship in den Monopostosport ein. In der Folge fuhr er in der US-amerikanischen Formel-4-Meisterschaft und beendete die Indy-Lights-Saison 2021 an der 12. Stelle der Endwertung. Ein Jahr später erreichte er in dieser Rennserie den 13. Schlussrang.
2024 verpflichtete ihn die Teamleitung des französischen Rennstalls Duqueine Engineering, um deren Isotta Fraschini Tipo 6-C in der FIA-Langstrecken-Weltmeisterschaft zu fahren. Fünfmal steuerte er das Le Mans Hypercar, ehe das Team seine Teilnahme an der Weltmeisterschaft nach dem 6-Stunden-Rennen von São Paulo einstellte. Beste Platzierung war der 14. Rang im Gesamtklassement beim 24-Stunden-Rennen von Le Mans 2024.

## Statistik

### Le-Mans-Ergebnisse
| Jahr | Team             | Fahrzeug                  | Teamkollege      | Teamkollege          | Platzierung | Ausfallgrund |
| ---- | ---------------- | ------------------------- | ---------------- | -------------------- | ----------- | ------------ |
| 2024 | Isotta Fraschini | Isotta Fraschini Tipo 6-C | Jean Karl Vernay | Carl Wattana Bennett | Rang 14     |              |

### Einzelergebnisse in der FIA-Langstrecken-Weltmeisterschaft
| Saison | Team             | Rennwagen                 | 1   | 2   | 3   | 4   | 5   | 6   | 7   | 8   |
| ------ | ---------------- | ------------------------- | --- | --- | --- | --- | --- | --- | --- | --- |
| 2024   | Isotta Fraschini | Isotta Fraschini Tipo 6-C | KAT | IMO | SPA | LEM | SAO | AUS | FUJ | BAH |
| 2024   | Isotta Fraschini | Isotta Fraschini Tipo 6-C | DNF | 17  | 15  | 14  | DNF |     |     |     |